# Lars Ahlin

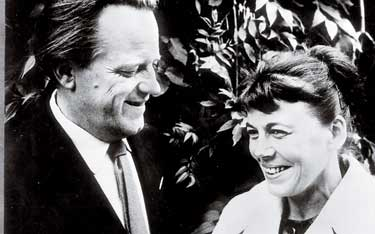
Lars Ahlin met zijn vrouw Gunnel.

Lars Gustaf Ahlin (Sundsvall, 2 april 1915 – Stockholm, 10 maart 1997) was een Zweeds schrijver, vooral bekend om zijn arbeiderromans.

## Leven en werk
Ahlin was de zoon van een handelsreiziger en was de jongste uit een gezin van zeven kinderen. Het huwelijk van zijn ouders was ongelukkig en in 1920 verliet zijn moeder het gezin voor een jongere man. Zijn vader hertrouwde daarna met een alleenstaande moeder van twee zonen. Op zijn dertiende ging hij al werken om het gezin mee te onderhouden. Hij werd lid van de communistische jeugdbeweging, oefende diverse baantjes uit en was ook lange tijd werkeloos. Hij voelde zich vaak nutteloos, bekritiseerde ook het communisme en beriep zich uiteindelijk op Luthers uitspraak: 'elk mens is heilig, ook de ergste zondaar'. Daarop baseerde hij vervolgens zijn zogenaamde 'nulpunfilosofie': iedereen start vanuit een nulpunt, er bestaat geen hiërarchie. 
Ahlin debuteerde in 1943 als schrijver. Hij schreef verhalen en romans, soms van epische proporties. Tot thema koos hij doorgaans het leven van de Zweedse arbeider, dat hij symbool liet staan voor algemeen-menselijke relaties. Invloeden van Freud, Thomas Mann en Ernest Hemingway zijn daarbij herkenbaar. Hij keerde zich tegen het naturalisme en wilde vooral boeken schrijven die mensen zouden kunnen beïnvloeden. Zijn grote romans uit de jaren vijftig tonen het epische talent van Ahlin ten volle, als verkondiger van zijn levensfilosofie, in een veelal redenerende, soms ietwat lyrisch-mystieke stijl.
In 1990 won Ahlin de Augustprijs en in 1995 de Nordiska Pris van de Zweedse Academie, ook wel de kleine Nobelprijs genoemd. Hij overleed in 1997, 81 jaar oud.

## Bibliografie

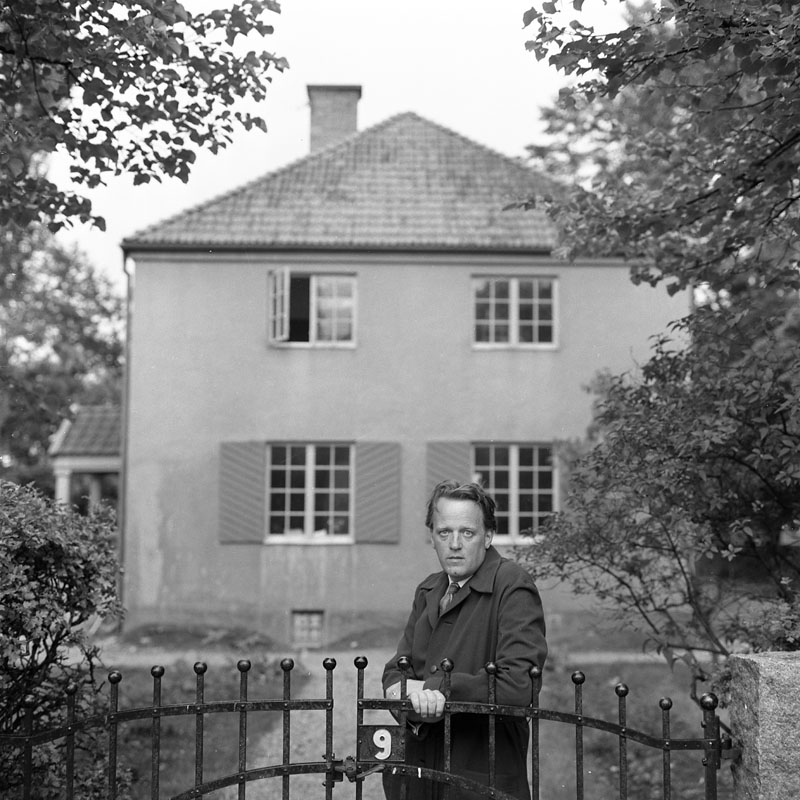
Ahlin voor zijn huis in Bromma.